# Orlowskoje (Kaliningrad)
Orlowskoje (russisch Орловское, deutsch Kalbassen, 1938 bis 1945 Schwaighöfen, litauisch Kalbasai) ist ein verlassener Ort im Rajon Nesterow der russischen Oblast Kaliningrad.
Die Ortsstelle befindet sich an einer Nebenstraße zweieinhalb Kilometer nordwestlich von Sadowoje (Jentkutkampen/Burgkampen). Weitere fünf Kilometer im Nordwesten befindet sich Wesnowo (Kussen).

## Geschichte

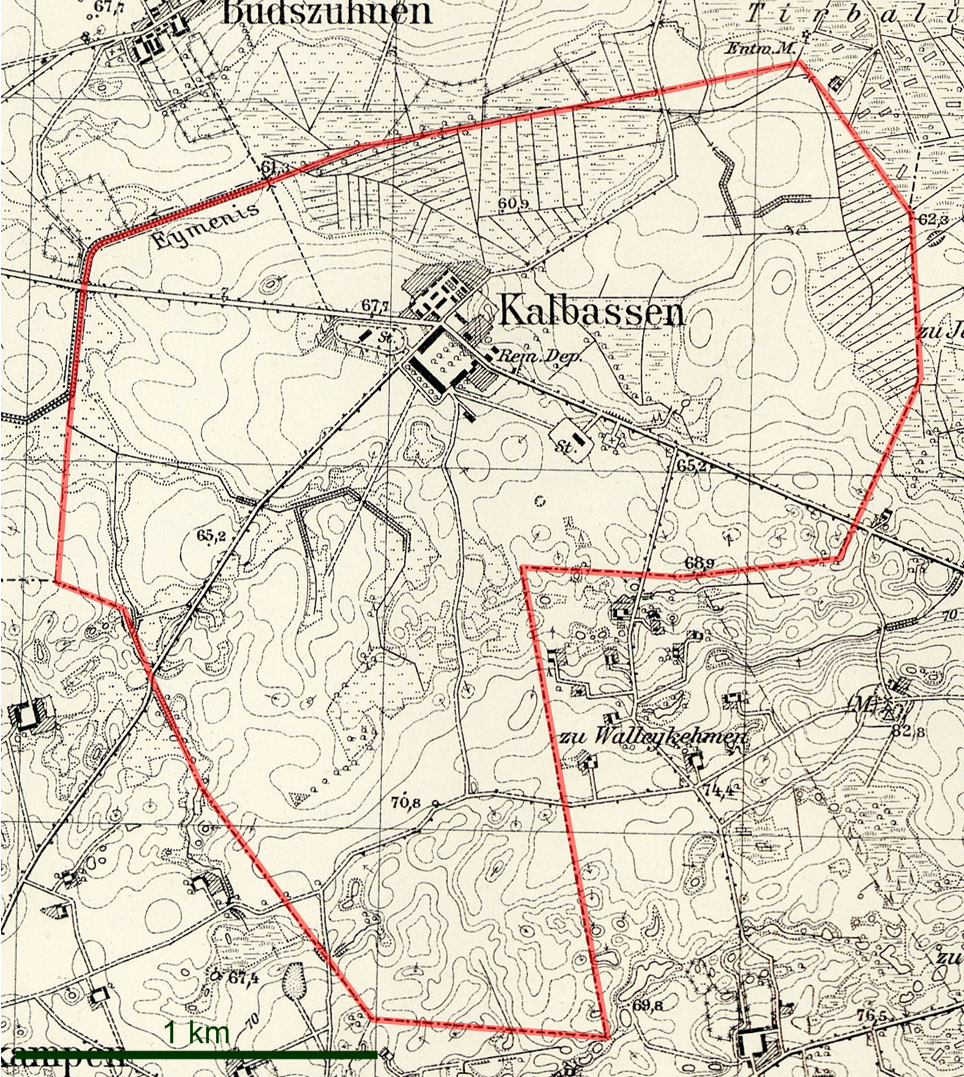
Der Gutsbezirk Kalbassen auf einem Messtischblatt von 1933

Calbassen wurde 1589 erstmals erwähnt. Um 1780 war Calbassen ein königliches Amtsvorwerk im Amtsbezirk Brakupöhnen. Nach der Einrichtung des Remontedepots in Brakupönen im Jahr 1836 war Calbassen dessen Vorwerk. Später nach einer Umorganisation unterstand Kalbassen als eigenes Remontedepot dem Remonteamt Brakupönen. 1874 wurde der Gutsbezirk Kalbassen in den neu gebildeten Amtsbezirk Kussen im Kreis Pillkallen eingegliedert. 1938 wurde Kalbassen in Schwaighöfen umbenannt. 1940 wurde der Gutsbezirk auf eine neue Rechtsgrundlage gestellt, aus dem Amtsbezirk Kussen ausgegliedert und bildete nun einen eigenen Ortspolizeibezirk.
1945 kam der Ort in Folge des Zweiten Weltkrieges zur Sowjetunion. 1947 erhielt er den russischen Namen Orlowskoje und wurde gleichzeitig dem Dorfsowjet Sawetinski selski Sowet im Rajon Nesterow zugeordnet. Orlowskoje tauchte in der administrativ-territorialen Einteilung von 1988 nicht mehr auf und wurde zuletzt nur noch als Scheune genutzt. 1997 wurde der Ort aus dem Ortsregister gestrichen.

### Einwohnerentwicklung
| Jahr | Einwohner |
| ---- | --------- |
| 1867 | 119       |
| 1871 | 118       |
| 1885 | 113       |
| 1905 | 164       |
| 1910 | 204       |
| 1933 | 174       |
| 1939 | 138       |

## Kirche
Kalbassen/Schwaighöfen gehörte zum evangelischen Kirchspiel Kussen.